# Pain Is Love
Pain Is Love es el tercer álbum del rapero Ja Rule, lanzado en 2001.

## Lista de canciones
1. "Pain Is Love (Skit)"
2. "Dial M for Murder"
3. "Livin' It Up" (con Case)
4. "The Inc."
5. "Always On Time" (con Ashanti)
6. "Down Ass Bitch" (con Charli Baltimore)
7. "Never Again"
8. "Worldwide Gangsta"
9. "Leo (skit)"
10. "I'm Real (Murder Remix)" (Jennifer Lopez con Ja Rule)
11. "Smokin and Ridin"
12. "X" (con Missy Elliott & Tweet)
13. "Big Remo (skit)"
14. "Lost Little Girl"
15. "So Much Pain"
16. "Pain is Love"

- Datos: Q934521